# 北緯86度線
北緯86度線（ほくい86どせん）は、地球の赤道面より北に86度の角度を成す緯線。北極内部にあり、全域が北極海を通過する。
この緯度の下では、3月29日頃から9月15日頃までの約5ヶ月半は白夜になり、10月6日頃から3月8日頃までの約5ヶ月の間は極夜になる。1895年にノルウェーの探検家フリチョフ・ナンセンはこの緯線を越え北緯86度14分まで達した。

## 通過する地域一覧
北緯86度線は、本初子午線から東に向かって以下の場所を通っている。
| 地理座標                                          | 国土・領土・領海 | 備考 |
| ------------------------------------------------- | ---------------- | ---- |
| 北緯86度0分 東経0度0分 / 北緯86.000度 東経0.000度 | 北極海           |      |